# Jetelovina

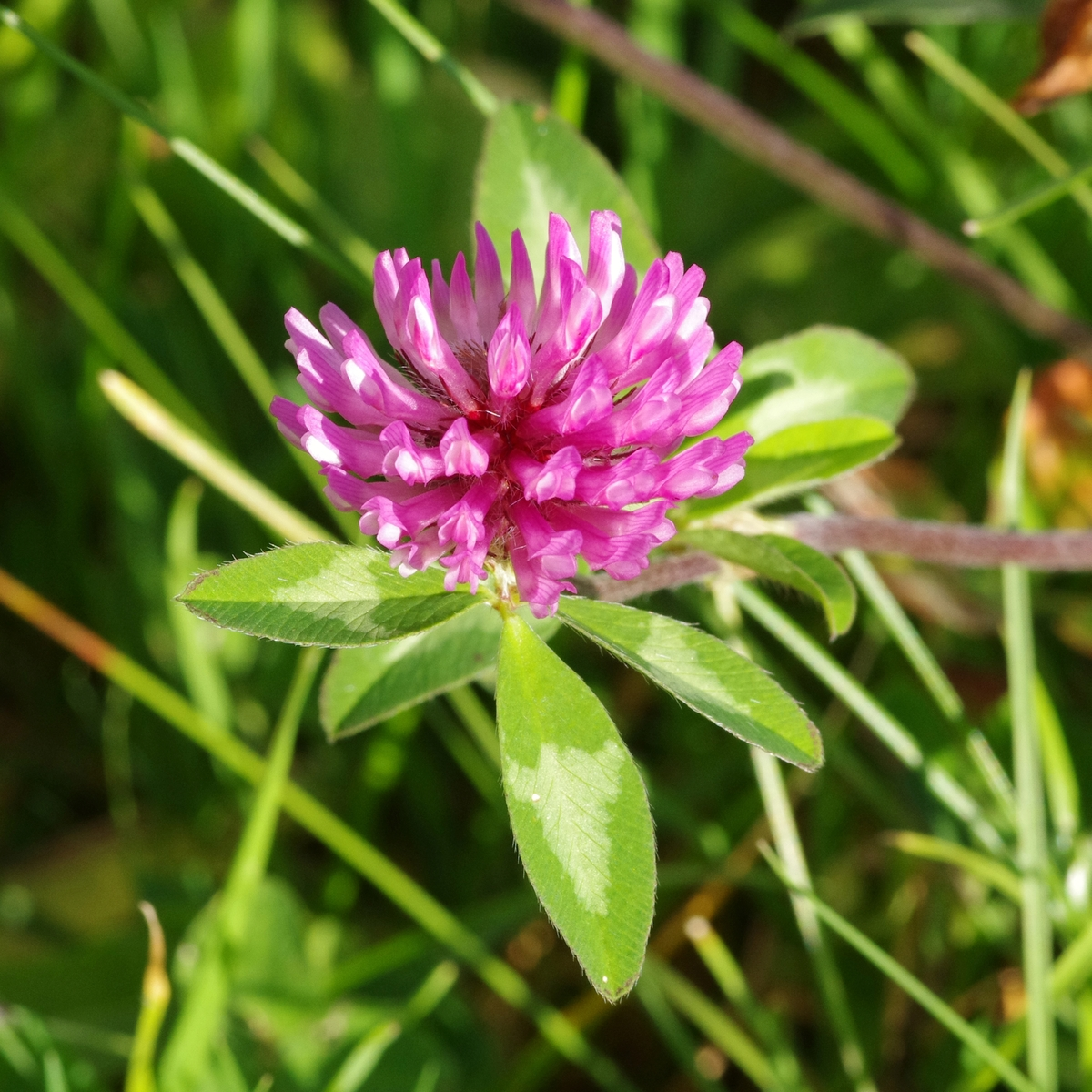
Jetel luční

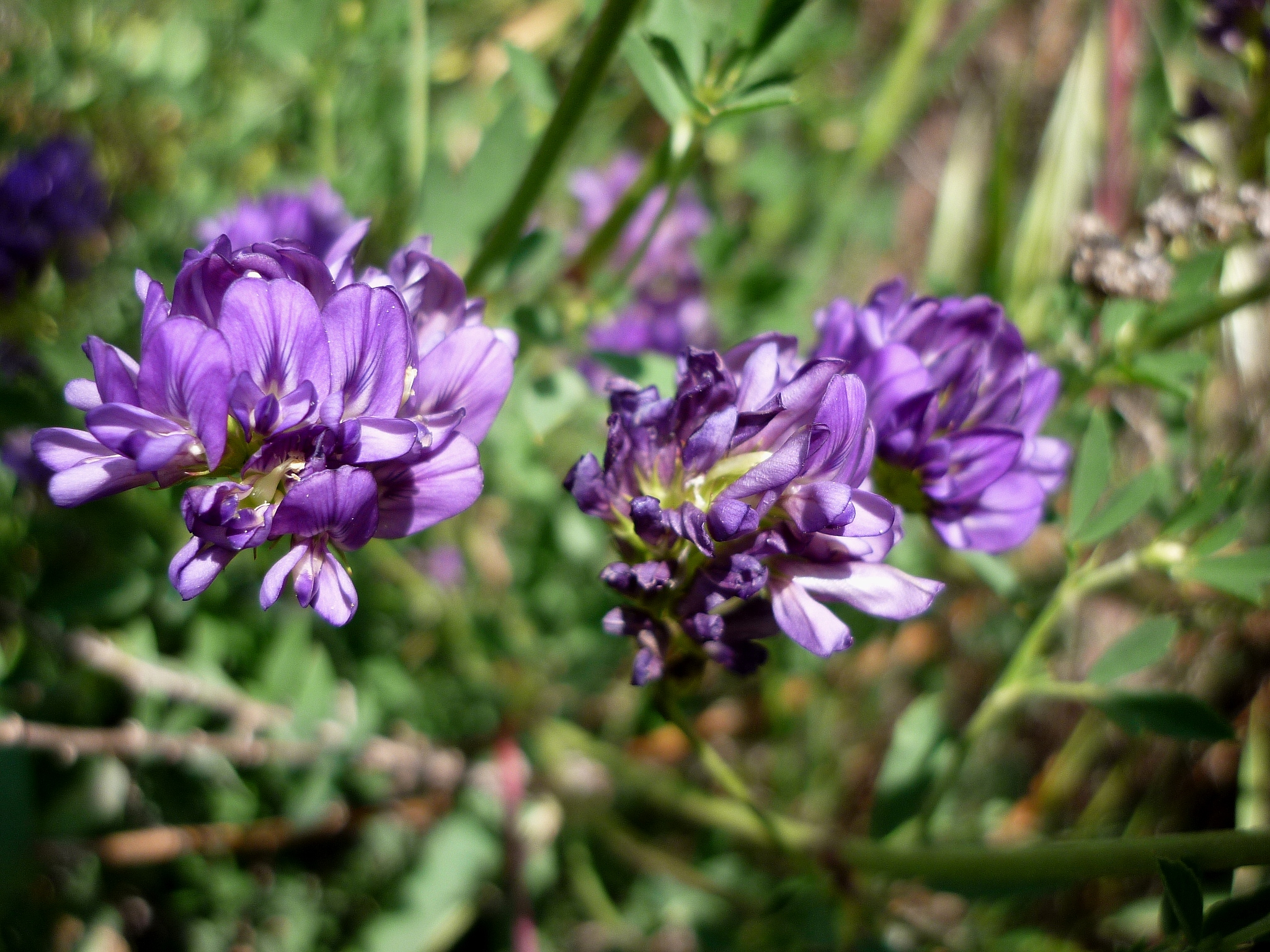
Tolice vojtěška

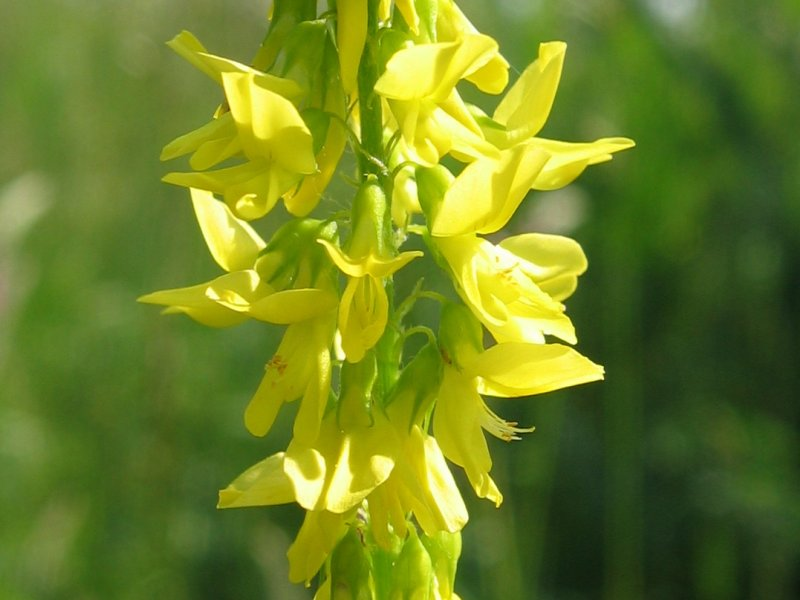
Komonice lékařská

Jetelovina je pojmenování pro skupinu jednoletých i víceletých bylin z čeledi bobovitých. V České republice se pěstují přibližně na 15 % výměry orné půdy.

## Složení
Mezi jeteloviny jsou zahrnovány hlavně rody: čičorka, jetel, komonice, štírovník, úročník, vičenec, vikev a tolice. Pěstují se jako víceleté pícniny na orné půdě a ve trvalých travních porostech na loukách a pastvinách. Nejrozšířenější jeteloviny pěstované polích jsou tolice vojtěška a jetel luční. Někteří autoři mezi jeteloviny zahrnují i mnohé luskoviny.

## Význam
Jsou zdrojem kvalitní objemné píce s vysokým obsahem bílkovin a s dobrou stravitelností. V Česku se počítají mezi významné krmné plodiny pro dobytek. Rostou ve vzájemné symbióze s kořenovými (hlízkovými) bakteriemi rodu Rhizobium, které jsou schopné poutat vzdušný dusík a obohacovat jím půdu. Na ploše 1 ha osazeného jetelovinami se takto z atmosféry získá a vpraví do půdy 120 až 220 kg dusíku.
Jsou také velmi dobrým předplodinami, půdu též obohacující o velké množství organické hmoty a díky svým hluboko sahajícím kořenům zpřístupňují živiny z hlubších vrstev půdy. Zlepšují také fyzikální vlastnosti půdy, zvyšují její pórovitost a drobtovitou strukturu, výrazně omezují vodní a vzdušnou erozi. Mají velkou listovou plochu a chrání půdu před vysýcháním i mechanickými účinky silných dešťových srážek. Jsou náročné na světlo i vláhu, kterou ale dokáži čerpat ze spodních vrstev půdy. Pro tyto vlastnosti jsou vhodnými rostlinami i při revitalizaci a ekologické obnově zpustlé krajiny.